# Sürpriz
Sürpriz foi uma banda alemã de curta duração. Era constituída por cantores de ascendência turca: Cihan Özden, Filizmen Deniz, Akkar Yasemin, Zeyno Filiz, Uçar Savaş e Ural Bülent. O grupo ficou conhecido internacionalmente pela sua participação Festival Eurovisão da Canção 1999.
O grupo foi fundado por Özden em 1999, especificamente para participar na seleção alemã para a participar no Festival Eurovisão da Canção 1999, com  a canção  "Reise nach Jerusalem – Kudüs'e seyahat" ("Viagem a Jerusalém"), que tinha sido escrita pela dupla de compositores alemães Ralph Siegel e Bernd Meinunger. Na final alemã, que teve lugar em Bremen em 12 de março, saiu vencedora Corinna May com a canção  "Hör' den Kindern einfach zu". No entanto, alguns dias mais tarde chegou-se à conclusão que a canção de May já tinha sido lançada por outro cantor, em 1997, o que violava as regras da Eurovisão, o que levou à sua desclassificação. A eliminação de Corinna May, levou que os Sürpriz fossem os escolhidos para representar a Alemanha, mas isso também gerou polémica, porque surgiram acusações de auto-plágio, porque a canção era muito semelhante a uma outra composição de Siegel que havia surgido num lado B, em 1984  "Wo geht die Reise him?" ("Onde é que a viagem?"), interpretada por by Harmony Four. O assunto foi levado para a União Europeia de Radiodifusão, onde um painel de peritos concluiu que a semelhança não era suficiente para desqualificar a música pelos motivos alegados.
Sürpriz, foram finalmente selecionados para representar a Alemanha no Festival Eurovisão da Canção 1999 que teve lugar em Jerusalém, em 29 de maio. Na noite do festival, a canção foi interpretada em quatro idiomas: alemão, inglês, turco e hebraico. e terminou num inesperado 3,º lugar, entre 23 participantes. A boa exibição no Festival Eurovisão não se traduziu em vendas substanciais, e "Reise nach Jerusalem – Kudüs'e seyahat" foi um flop de vendas na Alemanha. O grupo gravou um CD auto-intitulado, que foi lançado na Turquia, em 2000, e continuou por várias mudanças de pessoal antes de se dissolver  em 2002.